# Schweizerische Arbeitsgemeinschaft der Jugendverbände

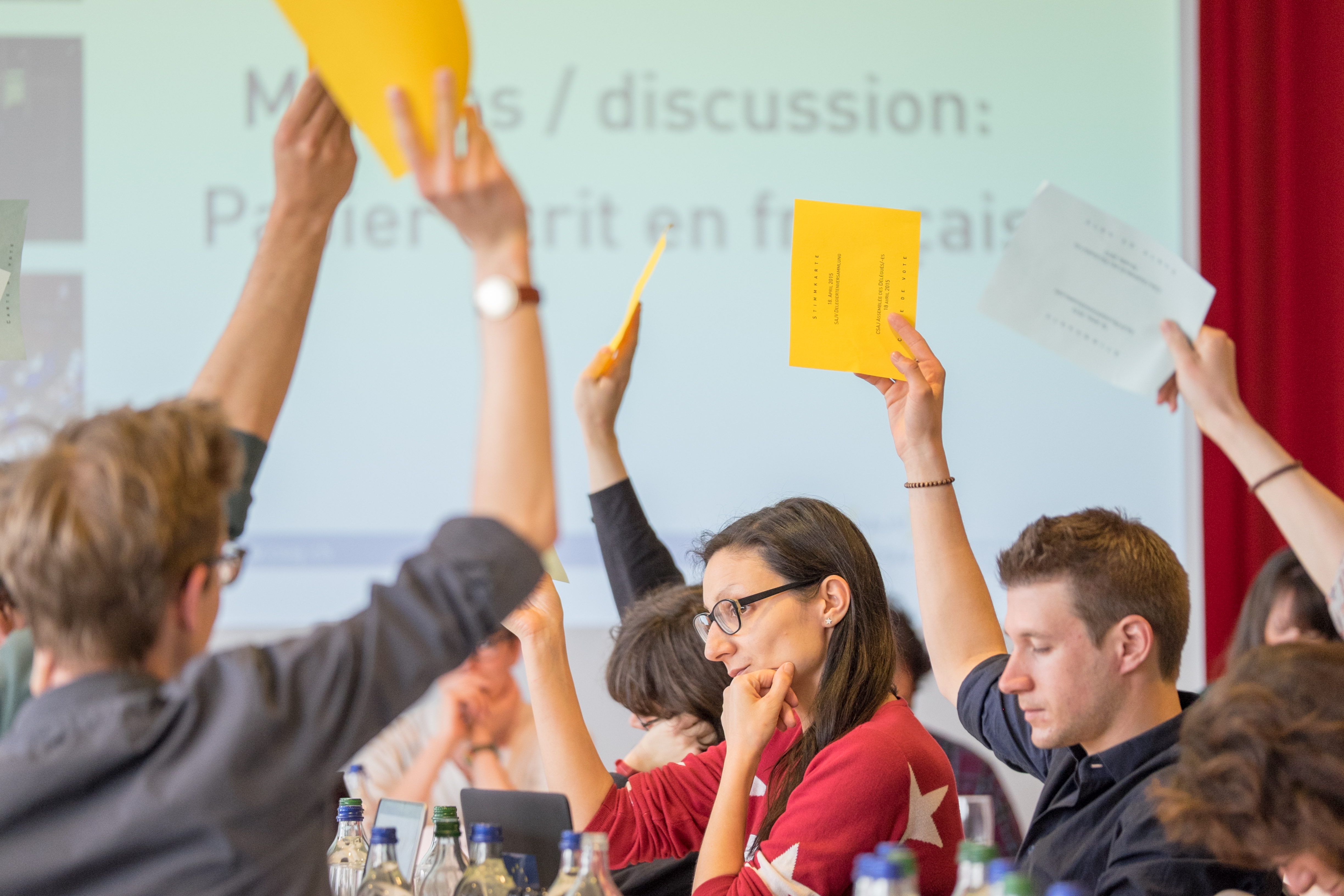
Abstimmung bei der Delegiertenversammlung der SAJV (2015)

Die Schweizerische Arbeitsgemeinschaft der Jugendverbände (SAJV, frz. Conseil suisse des activités de jeunesse, CSAJ) ist die Dachorganisation von mehr als 60 Jugendorganisationen in der Schweiz und vertritt deren Anliegen bei den Behörden, in politischen Gremien und gegenüber der Öffentlichkeit. 
Die SAJV wurde 1933 unter dem Namen Schweizerische Arbeitsgemeinschaft für Ferienhilfe und Freizeitarbeit für Jugendliche gegründet.

## Das Kompetenzzentrum für Jugendförderung und -partizipation
Die Förderung der Partizipation von Kindern und Jugendlichen in der Gesellschaft ist das Kerngeschäft der SAJV.  Die SAJV setzt sich zudem für Chancengleichheit ein und unterstützt ganzheitliche Gesundheitsförderung und bietet verschiedene Projekte für Jugendliche an. Die SAJV besteht aus rund 120 ehrenamtlichen und 16 vollamtlichen Mitarbeitern, ist konfessionell
und parteipolitisch unabhängig und nicht gewinnorientiert.

## Partizipation
Die SAJV arbeitet in den wichtigsten Gremien als Expertin mit und setzt sich kantonal, national und international dafür ein, dass Jugendliche an politischen Entscheidungen partizipieren können. Wichtige politische Erfolge sind die Schaffung (1989) und die Totalrevision (2011) der Jugendförderungsgesetzgebung, die Schaffung des Jugendurlaubs (1991) und die Mitarbeit bei der Entwicklung von jugendgerechten Präventionsmassnahmen beim nationalen Programm Alkohol des BAG (2008).

## Freiwilligenarbeit
Rückgrat aller Jugendorganisationen ist die Freiwilligenarbeit. Die SAJV engagiert sich deshalb für deren
politische und gesellschaftliche Besserstellung. 1991 wurde die Einführung des einwöchigen Jugendurlaubs erwirkt und mit dem Sozialzeitausweis und dem Ausbildungsbüchlein Standards für ehrenamtliche Arbeitszeugnisse gesetzt.